# Salignac, Alpes-de-Haute-Provence
Salignac är en kommun i departementet Alpes-de-Haute-Provence i regionen Provence-Alpes-Côte d'Azur i sydöstra Frankrike. Kommunen ligger  i kantonen Volonne som ligger i arrondissementet Forcalquier. År 2022 hade Salignac 679 invånare.

## Befolkningsutveckling
Antalet invånare i kommunen Salignac
Referens: INSEE